# Ремезовская летопись
Ре́мезовская летопись (также «Тобольский летописец», «История Сибирская» и «Летопись Сибирская, краткая Кунгурская») — русская летопись, одна из сибирских летописей.
Время написания летописи датируется от конца XVII века до 1703 года. Автором считается Семён Ульянович Ремезов, возможно также участие его сыновей и отца — казачьего сотника Ульяна Моисеевича Ремезова, знавшего лично живых участников похода Ермака в Сибирь и предположительно общавшегося с ними.
Летопись рассказывает, прежде всего, о походе Ермака и разделена на 157 (154) глав. Она основана как на различных устных источниках, так и на летописи Саввы Есипова (1636). В неё также включена Кунгурская летопись.
Ремезовская летопись снабжена 154 чёрно-белыми рисунками, чем отличается от других сибирских летописей. Каждое изображение занимает 9/10 страницы, 1/10 часть занимает текст. На эти рисунки, вероятно, оказали влияние иллюстрации Царственной книги и гравюры «Синопсиса» Иннокентия Гизеля. Рисунки входящей в неё Кунгурской летописи отличаются иным стилем исполнения.
Известно два списка летописи. Первый — оригинал, бывший у Петра Фёдоровича Мировича, а затем перешедший в Библиотеку Российской Академии Наук. Второй был скопирован для Г. Ф. Миллера, который её и открыл.